# Durango (Bundesstaat)
Durango [duˈɾaŋgo], offiziell Freier und Souveräner Staat Durango (spanisch Estado Libre y Soberano de Durango), ist ein mexikanischer Bundesstaat mit 123.181 km² und 1.754.754 Einwohnern. Die spanischen Konquistadoren benannten ihn nach der spanischen Stadt Durango im baskischen Vizcaya. Die Hauptstadt ist Victoria de Durango.

## Geographie
Durango besteht hauptsächlich aus dem wüsten Bergland der westlichen Sierra Madre. Die Hauptstadt Victoria de Durango, oft kurz als Durango bezeichnet, erhielt ihren offiziellen Namen nach dem ersten mexikanischen Präsidenten, Guadalupe Victoria, der aus dem Staat Durango stammte. Neben der Hauptstadt sind vor allem die Städte Gómez Palacio und Ciudad Lerdo bedeutend. Der Staat macht etwa 6,3 % der Fläche Mexikos aus.

## Geschichte
In der Kolonialzeit wurde die Gegend zusammen mit Chihuahua als Nueva Vizcaya verwaltet. Der Bundesstaat entstand nach dem  Mexikanischen Unabhängigkeitskrieg am 22. Mai 1824.

## Bevölkerungsentwicklung
| Jahr | Einwohnerzahl |
| ---- | ------------- |
| 1950 | 629.874       |
| 1960 | 760.836       |
| 1970 | 939.208       |
| 1980 | 1.182.320     |
| 1990 | 1.349.378     |
| 1995 | 1.431.748     |
| 2000 | 1.448.661     |
| 2005 | 1.509.117     |
| 2010 | 1.632.934     |
| 2015 | 1.754.754     |

## Politik

### Gouverneur
Die Regierung des Bundesstaates wird von einem direkt vom Volk gewählten Gouverneur (span.: Gobernador) geleitet. Aktuell ist dies José Rosas Aispuro von der Partei PAN (Amtszeit 2016  – 2022).
Die Zentralregierung wirkt stark in die Bundesstaaten hinein. Dies liegt in den vielfältigen Abhängigkeiten der Staaten von der Bundesregierung begründet, da diese den Staaten und Gemeinden einen Teil der Steuereinnahmen zuweist. Daneben haben die Ministerien Vertretungen (Delegaciones) in den Bundesstaaten, Regierungsbezirken und Gemeinden. Über diese werden Bundesmittel insbesondere für Sozialfürsorge und Entwicklungsprogramme vergeben.

### Städte und Gemeindebezirke
Die Hauptstadt ist Victoria de Durango. Als Städte sind zudem Gómez Palacio und Ciudad Lerdo bedeutend. Insgesamt besteht dieser Staat aus 39 Municipios.